# Stargate: Continuum
Stargate: Continuum is een Amerikaanse direct-naar-dvd-film, gebaseerd op de sciencefictionserie Stargate SG-1. Het script van de film werd geschreven door Brad Wright en de regie was in handen van Martin Wood.

## Verhaal
SG-1 en Jack O’Neill wonen de executie bij van Ba'al, de laatste van de Goa'uld systeemheren. Ba’al beweert echter dat hij een kloon is, en dat de echte Ba’al elders aan een plan werkt.
De echte Ba'al reist terug in de tijd naar het jaar 1939, en vermoordt de crew van de Achilles, het schip dat de Stargate naar de Verenigde Staten brengt. De kapitein (Mitchell’s grootvader) kan echter lang genoeg overleven om te voorkomen dat het schip wordt vernietigd. Door Ba’als toedoen beginnen in het heden mensen en voorwerpen te verdwijnen, waaronder Vala en Teal'c. Jack wordt gedood door Ba'al voordat Carter, Daniel, en Mitchell de Stargate bereiken. Ba'al’s actie heeft een alternatieve tijdlijn gevormd waarin het Stargate-programma nooit is opgestart.
Wanneer Carter, Daniel en Mitchell door de Stargate gaan, belanden ze bij het wrak van de Achilles. Na te zijn ontsnapt uit de Achilles worden de drie gered door een team geleid door kolonel Jack O'Neill. Daniel verliest zijn benen door bevriezing. Ze worden naar generaal Landry gebracht. Hoewel hij hun verhaal gelooft, geeft hij geen toestemming de tijdlijn weer te herstellen. De drie worden gescheiden en krijgen een nieuw leven.
Een jaar later wordt SG-1 toch weer bijeen geroepen wanneer er Goa'uld verkenningsschepen de Aarde naderen. Ba'al heeft de andere Systeemheren verslagen en wil nu de Aarde veroveren, met Qetesh (nog steeds in Vala's lichaam) als zijn koningin en Teal'c als zijn First Prime. SG-1 komt bij President Henry Hayes en Generaal George Hammond, die hun vertellen dat op basis van de aanwijzingen van het team ze de Antarctische Stargate hebben gevonden. SG-1 moet een ZPM halen om de poort te activeren. Boven de Aarde arriveert Ba'al's vloot. Qetesh wordt echter achterdochtig wanneer ze hoort hoeveel Ba’al weet van de Aarde. Ze dwingt hem om haar alles te vertellen. Vervolgens laat ze haar schip de buitenpost met de Stargate bij McMurdo Station vernietigen. Zodra Teal'c haar verraad ontdekt, doodt Qetesh Ba’al. Vervolgens geeft ze het bevel de aanval te beginnen, terwijl ze zelf Ba'al’s tijdmachine veilig stelt.
Tijdens de Goa'uld-aanval reist SG-1 af naar Rusland, daar in deze nieuwe tijdlijn de Russen de originele Stargate uit het wrak van de Achilles hebben gehaald. Teal'c reist ook af naar Rusland in de hoop met de Stargate eerder aan te komen bij de tijdmachine dan Qetesh. Hij en SG-1 ontmoeten elkaar, en sluiten een verbond. Samen arriveren ze bij Ba'al's tijdmachine: een supercomputer die zonnevlammen, welke het wormgat van de Stargate beïnvloeden, kan voorspellen. SG-1 moet wachten op een goede zonnevlam voor ze terug kunnen gaan in de tijd. Door tijdsgebrek en het arriveren van Qetesh's troepen is Sam genoodzaakt de poort in te stellen op 1929, tien jaar te vroeg. Teal'c, Sam, en Daniel raken dodelijk gewond in het gevecht en alleen Mitchell weet door de Stargate te springen. Voordat Qetesh hem kan volgen, doodt Teal'c haar.
Mitchell arriveert in het jaar 1929, en wacht tien jaar. In 1939 gaat hij mee met de Achilles en doodt Ba’al en zijn troepen. Op die manier wordt de tijdlijn hersteld naar zijn originele staat. In de herstelde tijdlijn is SG-1 weer compleet en herinnert het team zich niets meer van de gebeurtenissen. Daniel vraagt zich af wat de echte Ba’al van plan is, maar het team denkt er niet al te diep over na.

## Rolverdeling
| Acteur                | Personage                         |
| --------------------- | --------------------------------- |
| Ben Browder           | Lt. Col. Cameron Mitchell         |
| Amanda Tapping        | Col. Samantha Carter              |
| Christopher Judge     | Teal'c                            |
| Claudia Black         | Vala Mal Doran en Qetesh          |
| Beau Bridges          | Major General Hank Landry         |
| Michael Shanks        | Dr. Daniel Jackson                |
| Cliff Simon           | Ba’al                             |
| Richard Dean Anderson | Majoor Generaal Jack O'Neill      |
| Don S. Davis          | Luitenant Generaal George Hammond |
| Jacqueline Samuda     | Nirrti                            |

## Achtergrond
Stargate: Continuum werd geschreven door Brad Wright en geregisseerd door Martin Wood. Enkele van de scènes werden al eind maart 2007 opgenomen, maar de officiële start van de opnames was op 22 mei 2007. Het budget voor de film bedroeg $7 miljoen.
De film bevat scènes die gefilmd zijn bij het Applied Physics Laboratory Ice Station van de US Navy. Deze scènes werden opgenomen van 23 tot 29 maart 2007. De film bevat ook de USS Alexandria (SSN-757). Vanwege de minimale middelen werden de scènes slechts gefilmd met drie acteurs en vier crewleden. Regisseur Martin Wood had zelf een figurantenrol in een scène.
De film werd opgedragen aan Paul McCann en Anthony Huntrod, die ten tijde van de opnames om het leven kwamen tijdens een ongeluk onder de ijskap aan boord van de duikboot HMS Tireless.
De film werd in negentien dagen gefilmd, plus vijf dagen in het poolgebied.
Daar de film werd uitgesteld tot na het vijfde seizoen van Stargate Atlantis, vond er een continuïteitsfout plaats wat betreft de rangen van Carter en Mitchell. In de aftiteling worden ze vermeld als Luitenant-Colonels, maar in de film dragen ze uniformen van kolonels. Dit omdat de producers wisten dat in het vijfde seizoen van Stargate Atlantis Carter promotie zou krijgen.

## Prijzen en nominaties
In 2009 won Stargate: Continuum drie Leo Awards:
- Best Lead Performance by a Male in a Feature Length Drama
- Best Overall Sound in a Feature Length Drama
- Best Screenwriting in a Feature Length Drama

De film werd datzelfde jaar voor nog eens acht andere Leo Awards genomineerd.